# Cold Lake First Nations
Die Cold Lake First Nations zählen zu den kanadischen First Nations in der Provinz Alberta. Sie gehören zu einer der fünf Gruppen der Dene, sprechen eine Dialektgruppe der Nördlichen  Athapasken und nennen sich Denesuline, jedoch sind sie meist unter ihrem Cree-Namen, Chipewyan, bekannt. Im Mai 2008 zählten 2.342 Menschen zu ihnen, davon lebten 1.189 in den fünf Reservaten mit einer Fläche von insgesamt knapp 220 km².

## Geschichte
- s. a. Geschichte Albertas

### Frühgeschichte
Die mündliche Überlieferung der Cold Lake First Nations weisen auf eine Lebensweise hin, die Analogien zu dem aufweist, was wir von der Eiszeit wissen.

### Pelzhandel
Bereits 1716 wurden die Dene der Region von den Angriffen der südlicher lebenden Cree in Mitleidenschaft gezogen. Diese Cree waren durch Pelzhandel mit europäischen Pelzhandelsgesellschaften an Gewehre gekommen, was das Machtgleichgewicht zu ihren Gunsten veränderte.
Die Gruppen um den Cold Lake wurden erst nach 1800 selbst in den Pelzhandel einbezogen und unternahmen dabei Handelsreisen bis an die Ostküste. Dabei nutzten sie die Wasserwege über die Hudson und James Bay, von dort nach Hochilaga und zum Sankt-Lorenz-Strom. Doch diese Kontakte brachten auch unbekannte ansteckende Krankheiten, von denen die Pocken in zwei schweren Epidemien den überwiegenden Teil der Stammesgruppen tötete. In diesem Klima der kulturellen Verunsicherung konnten die ersten Missionare ab 1844 relativ schnelle Erfolge erzielen.

### Vertrag Nr. 6 der Nummerierten Verträge
Mit der einsetzenden Siedlungspolitik Kanadas kam es zu vertraglichen Abmachungen, den so genannten Numbered Treaties. Vertrag Nr. 6 von 1876 betraf neben den Woodland und Plains Cree, sowie einigen Nakota nur eine Gruppe der Dene, diejenige vom Cold Lake. Dabei sollten die Führer oder führenden Gruppen der Stämme ein für sie geeignetes Land aussuchen, das von da an geschützt sein sollte. Uldahi (Matthias Janvier-Jackfish) suchte ein Landstück am Willow Point aus, von wo aus sich ihr Gebiet 20 Meilen süd- und westwärts dehnte. Darin eingeschlossen war ein erheblicher Teil des Cold Lake selbst, den sie Luwe Chok Tuwe nannten. Während der Stamm im Sommer an diesem und seinen Nachbarseen lebte, zogen sie im Winter an den Primrose Lake.

### Folgen der Métis-Rebellion
Dieser See diente ihnen auch 1885 als Rückzugsgebiet, als sich die Métis und einige Cree-Gruppen erhoben. Doch einige von ihnen zogen aufgrund verwandtschaftlicher Bande mit Crees südwärts und erreichten den Frog Lake am 5. Mai 1885, unmittelbar nach dem Frog-Lake-Massaker. Die Hauptgruppe des Stammes fürchtete Racheaktionen der Bundestruppen und verschanzte sich am Cold Lake. Ein Priester der anwesend war, bot sich an, mit dem Militärgeistlichen der Truppen Kontakt aufzunehmen. Dennoch entwaffneten die Militärs die Indianer und teilten den Stamm auf: Frauen und Kinder wurden in ein Lager am Reiter Creek verbracht, die Männer blieben im Lager der Armee.
Erst nach mehreren Wochen wurden sie freigelassen, wobei die Zurückkehrenden ihre Häuser ausgeplündert vorfanden. Als die Hauptgruppe um Mitternacht am Cold Lake ankam, lag dort eine Einheit der Armee. Der leitende Offizier befahl, so berichtet die Überlieferung, die Indianer allesamt zu erschießen. Einer der Alten verabschiedete sich von einem der Kinder, seinem Enkel, und reichte ihn weiter, bis das Kind auch den Soldaten weitergereicht wurde. Das genügte offenbar, um die Massenhinrichtung zu verhindern.
1890 reisten mehrere Dene-Familien vom Heart Lake zum Primrose Lake. Viele von ihnen siedelten am Cold Lake, wo Heiratskontakte angeknüpft wurden. Doch diesmal wollten die Leute vom Heart Lake auf Dauer bleiben.
Als 1902 die Landvermessung begann, wurde den Indianern vom Cold Lake vorgeworfen, sie haben an der Métis-Rebellion teilgenommen und damit ihre vertraglichen Landrechte verwirkt. Außerdem stand nach Meinung der Indianeragenten den nur 330 Stammesangehörigen kein so großes Land zu. Ihr Land schrumpfte auf 73 Quadratmeilen, so dass sie nicht mehr von der Jagd leben konnten. Außerdem lag das Land ganz überwiegend südlich des Beaver River. Da ein Teil des Stammes am See bleiben wollte, um den Fischfang nicht aufgeben zu müssen, wollte man einen Teil des Beaver-Gebiets gegen ein Landstück am See tauschen. So gaben sie vom Westteil des Beaver-Gebiets 16 Quadratmeilen auf und erhielten dafür die English Bay – dort hatten 1885 englische Truppen kampiert – am Cold Lake. In dieser Zeit betrieb ein Missionar den Zuzug frankophoner Siedler, die an der French Bay angesiedelt wurden.

### Zwangsassimilation
Die internatartigen Schulen, mit denen die kanadische Regierung versuchte, die Indianerkinder landesweit zu assimilieren, ein Verfahren, für das sich der kanadische Premierminister am 11. Juni 2008 entschuldigte, wurden auch am Cold Lake eingerichtet. Die Kinder wurden aus den Familien genommen und mussten die Onion Lake oder die Blue Quills Residential School besuchen, ein Zustand, der bis 1971 anhielt, und die lokale Dene-Kultur beinahe vollständig zerstörte.

### Weltkriege, Grippeepidemie, Ende des Halbnomadismus
Da der im Juni 1882 verstorbene Uldahi keinen Nachfolger gefunden hatte, begann die Gruppe am Heart Lake 1912 nicht nur eigene Häuptlinge und Headmen zu wählen, sondern auch ein unabhängiges Reservat zu fordern. Sie versammelten sich im Sommer 1913 zusammen mit den Cold Lake Dene auf einem Hügel am Reiter Creek. Nach drei Wochen wurde Alexi Janvier (Nanuchele) zum Häuptling gewählt, doch sollte kein separates Reservat eingerichtet werden.
Rückkehrer aus dem Ersten Weltkrieg brachten die Spanische Grippe mit, an der im November mehr als die Hälfte des Stammes verstarb.
Auf Druck der Regierung waren die Dene inzwischen zum Ackerbau übergegangen, vor allem aber zur Viehzucht. So besaßen fast alle Pferde, und Rinder wurden vorwiegend gezüchtet. Ein Dampfpflug wurde gekauft, dazu ein Schlepper. Reservat 149 bestand beispielsweise zu 70 % aus Ackerland. Doch ein erheblicher Teil des Landes ist heute an weiße Bauern verpachtet.
Während des Zweiten Weltkriegs verbot der Häuptling den jungen Männern die Teilnahme, da es die „Rotröcke“ waren, die den Stamm schützen sollten, wie es im Vertrag hieß, nicht umgekehrt. Während des Kriegs wurden Essensmarken ausgegeben.

### Kalter Krieg und Cold Lake Air Weapons Range

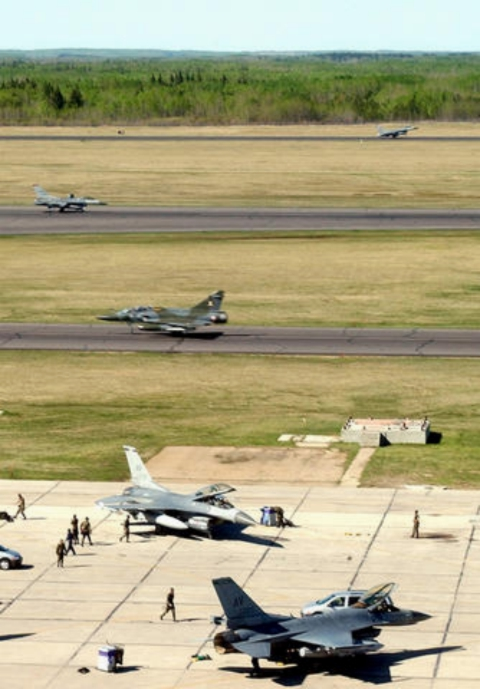
Luftwaffenstützpunkt im ehemaligen Gebiet der Cold Lake First Nations

1930 verabschiedete die Bundesregierung die Alberta und Saskatchewan Acts, mit denen im Bedarfsfall alles Land von Kriegsbedeutung, ohne Rückfragen und Konsultationen, eingezogen werden konnte. Zugleich durften die Indianer ihre Reservate nicht ohne Erlaubnis des Indianeragenten verlassen. Nach 1946 setzte die Regierung ein Wahlsystem für die Häuptlinge durch, um das Mehrheitsprinzip gegen das Konsensprinzip durchzusetzen. Dazu kam, dass viele Kriegsveteranen in staatlichen Stellen untergebracht werden mussten, von denen mancher Indianeragent wurde. Außerdem interessierte sich die Luftwaffe für ein Testgebiet am Primrose Lake. Dafür sollten die Dene ihre traditionelle Lebensweise und ihr Land endgültig aufgeben, und eine Kompensation für 20 Jahre erhalten. Diese wiederum sollte nach Ablauf dieser Frist neu verhandelt werden, denn bis dahin konnte der Kalte Krieg schon beendet sein. Doch die Kompensationen waren gering, das Testgebiet besteht bis heute.
Die ihres Lebensstils beraubten Menschen reagierten, wie es unter solchen Umständen überall geschieht: sie flüchteten sich in Alkohol und andere Drogen, und sie konnten nur noch von staatlicher Wohlfahrt leben, was die Depression weiter verschärfte. Dazu kam eine völlige Vernachlässigung durch die Regierung. Erst 1964 wurde die erste Stromleitung gelegt, während im benachbarten Testgebiet der Luftwaffe modernste Technik installiert wurde. Die den Indianern zustehenden Hilfen wurden offenbar veruntreut, denn bei ihnen kam kaum etwas an. Währenddessen bezog das Regional Office des Department of Indian Affairs den 27. Stock im CN Tower in Edmonton.
Die Residential Schools wurden erst 1971 aufgelöst, doch damit wurden die Schüler außerhalb des Reservats unterrichtet. Dagegen blockierten am 28. Oktober 1971 die Dene in einem Sit-in das Büro im CN Tower, und sie forderten eine Schule im Reservat. Diese Blockade bewirkte nicht nur, dass die Dene am Cold Lake eine eigene Reservatsschule erhielten, sondern dass auch andere Stämme ihrem Beispiel folgten.
Als 1971 die Reservate aufgelöst werden sollten, verbanden sich die Stämme in Alberta, unter ihnen der Häuptling der Cold Lake und zwei Stammesangehörige. Das Red Paper wurde gegen das White Paper gestellt – mit Erfolg.
Da viele Frauen des Cold-Lake-Stamms Mitglieder der Luftwaffe heirateten, kam es zu einem starken Zuwachs an Stammesmitgliedern und zu zahlreichen Konflikten. Des Weiteren gelang es der Luftwaffe, die Stämme gegeneinander auszuspielen und äußerst geringe Kompensationen für das immer noch in ihrem Besitz befindliche Testgebiet zu zahlen. Ein weiteres Reservat, 149 C, ist inzwischen als Kompensation vorgesehen.
In den letzten Jahren wurde besonderer Wert auf die Ausbildung am Computer gelegt und auch die Ölindustrie hat den Cold Lake erreicht. Es gibt ein Kasino, von dem sich der Stamm Arbeitsplätze verspricht, jedoch zugleich negative Seiteneffekte fürchtet.

## Reservate
Das größte Reservat ist Cold Lake 149 östlich von Bonneyville, das 145,281 km² umfasst. Dazu kommen 4134 ha am Beaver Creek (149B), 96,2 ha im Gebiet der Blue Quills First Nation, 71,6 ha am Südufer des Cold Lake (149A) und 149C, das Kompensationsland für das riesige Gebiet der Luftwaffe, das 2023,5 ha umfasst.